# La Estación de Soncillo
La Estación de Soncillo es un núcleo de población español, perteneciente a Castilla y León, en la provincia de Burgos. Se encuentra en la comarca de Las Merindades, concretamente en el territorio del Valle de Valdebezana que se conoce como Villa de Virtus.
Tiene dos accesos desde la carretera N-232, en los puntos kilométricos 567,5 y 567,9.
Llama la atención la gran extensión de la subestación eléctrica, en comparación con la zona residencial. Desde que se proyectó, hubo suspicacias por parte de residentes, vecinos y agrupaciones hacia tal modificación del entorno.

## Demografía
Alrededor de la mitad de las viviendas de este diseminado está habitada: Hay cerca de 10 personas.